# Helena, Mississippi
Helena är en ort i Jackson County i delstaten Mississippi, USA.